# Josef Vágner (zoolog)
Josef Vágner (26. května 1928 Ždírnice – 6. května 2000 Dvůr Králové nad Labem) byl český lesník, přírodovědec, cestovatel, lovec a spisovatel, dlouholetý ředitel Východočeské zoologické zahrady a zakladatel tamního safari.
Jeho životní krédo bylo „Nikdy nesplatíme zvířatům to, co jim jsme dlužni.“
S manželkou Zdenou měl pět dětí, z nichž syn Zdeněk a dcera Lenka navázali na jeho dílo v oboru zoologie.

## Vzdělání a první praxe
Vystudoval dálkově lesnickou fakultu Vysoké školy zemědělské a v letech 1962–1963 se zúčastnil druhého postgraduálního studia tropického a subtropického lesnictví tamtéž. Těsně po ukončení studií pracoval jako lesník, v letech 1958–1965 působil jako učitel na lesnickém učilišti ve Svobodě nad Úpou a na střední škole. Po dokončení postgraduálního studia oboru Tropické zemědělství, lesnictví a veterinární medicína v roce 1965 mu byla nabídnuta účast na práci v malajské džungli nebo na projektu zalesňování stepi v Tanzanii, kde dokonce vyhrál výběrové řízení. Do příprav na odlet však zasáhl východočeský KNV, který Vágnerovi (v té době již otci pěti dětí) nabídl pozici ředitele Východočeské zoologické zahrady ve Dvoře Králové. Podle Vágnerova pozdějšího vyjádření byla tato nabídka doprovázena slovy: „My stejně víme, že do Afriky nejedeš introdukovat stromy a zakládat plantáže, ale že tam chceš kvůli opicím a nosorožcům, protože máš rád zvířata a i tvoje diplomka byla o jelenech a srncích...“ Po několikadenním váhání pak Vágner tuto nabídku přijal.

## Ředitel zoologické zahrady
Vágner se k 1. červenci 1965 stal ředitelem Východočeské zoo, která i přes snahu předchozího ředitele Františka Císařovského nijak nevybočovala z průměru malých středoevropských zoologických zahrad: měla jen 4,5 ha a 27 zaměstnanců, jediným dopravním prostředkem byla motocyklová rikša. V letech 1965–1966 vykonal Vágner řadu exkurzí po československých i zahraničních zoologických zahradách, přičemž se přesvědčil, že všechny mají stejnou podobu: klece, pěšiny, podobná fauna atd. Coby vystudovaný lesník a hajný však měl představu opačnou, nadchl se přitom pro koncept safari odkoukaný v neuvedené západoněmecké zoologické zahradě: africká zvířata se pohybují volně po rozlehlém výběhu ve „vlastním“ prostředí a návštěvníci mezi nimi projíždějí speciálními autobusy, popřípadě vlastními auty.
Vágner začal rychle jednat. Uvědomoval si, že Východočeská zoo je umístěná v ideální výšce cca 300 m n. m., masiv Zvičiny ji chrání před extrémními výkyvy počasí a díky lokalizaci na západním okraji města je chráněná před jeho průmyslovými exhalacemi, což mu potvrdila i studie ČSAV tvrdící, že čistota ovzduší u Zoo je srovnatelná s ovzduším na Chopku. Začal tedy prosazovat specializaci Východočeské zoo na africkou zvířenu za použití přirozeného odchovu, což však podle jeho slov vyvolalo vlnu nevole a odmítání ze strany ředitelů ostatních československých zoologických zahrad, zejména vlivného ředitele pražské zoo Zdeňka Veselovského, čímž byl dán základ jejich vzájemné dlouhodobé rivalitě a osobní nesnášenlivosti. Vágner však nepolevoval a vytrvale argumentoval tím, že po rozpadu koloniálních systémů v Africe začínají být tamní zvířata stále více ohrožována a že nový koncept zoologické zahrady podle jeho návrhu může pomoci k tomu, aby se aspoň některé živočišné druhy zachránily.
V roce 1967 konečně Vágner získal povolení, aby mohl vybudovat zahradu podle svých představ. Znamenalo to mimo jiné také zajistit si v blízké budoucnosti řádově desítky jedinců od každého živočišného druhu, aby byla co nejvíce napodobena přírodní zákonitost stád s jedním dominantním samcem a několika samicemi. Žádná zoologická zahrada na světě mu nedokázala zajistit tolik zvířat, proto Vágner kontaktoval různá československá velvyslanectví v Africe, zda by byla ochotna pomoci s odchytem zvířat. Téměř všechna velvyslanectví ho rázně odmítla s tím, že to není jejich pracovní náplň a že by jim to musel nařídit ministr zahraničí Václav David. Výjimkou byl Jan Štádler, čerstvě jmenovaný velvyslanec v Ugandě, který jako jediný nabídl pomoc, obstaral kontakty na odchytové firmy v Ugandě a pozval Vágnera na studijní cestu. Následoval ale problém s finančním zajištěním cesty, protože ministerstvo zahraničních věcí Vágnerovi přidělilo devizový příslib pouhých 50 USD a žádná banka ani jiné instituce nebyly ochotny poskytnout peníze na zaplacení odchytových služeb a transportu zvířat. Pomohla však náhoda, kdy se ve Východočeské zoo v rozmezí dvou týdnů narodilo osm koťat tygra bengálského a Vágnerovi se je za pomoci chovatelů podařilo tak dokonale vycvičit pro cirkusovou estrádu, že (i přesto, že jedna tygřice doplatila na svou agresi a její kamarádi a sourozenci ji v odplatě usmrtili) tyto tygry odkoupil hamburský cirkus Krone za cenu 40 000 USD. Tím získala Východočeská zoo solidní kapitál pro uskutečnění první odchytové safari expedice.
Roku 1968 vypracoval Vágner Projektový úkol na africké safari a rozšíření zoologické zahrady, kde předpokládal, že se zoo rozšíří až na 70 ha a že v letech 1969–1972 dojde k výstavbě pavilonů, výběhů, zimovišť, komunikací aj. v hodnotě 118 mil. Kčs. K rozsáhlé investiční výstavbě skutečně došlo, měla však neustálé skluzy a ani do roku 1983, kdy se Vágner vzdal místa ředitele, nebyly rozsáhlé terénní a stavební úpravy dokončeny.
Vágner svou zoologickou zahradu sám zásoboval zvířaty, odchycenými v Africe. V letech 1967–1976 zorganizoval celkem devět expedic, na nichž získal odchytem a částečně i koupí dohromady 1964 zvířat. Na základě dohod pak sice musel část zvířat reexportovat nebo bezplatně předat jiným zoologickým zahradám, přesto však pro Východočeskou zoo zůstalo cca 1200 zvířat, od kterých bylo do roku 1990 odchováno nejméně 5000 mláďat a cca 600 zvířat vráceno zpět do Afriky. Podle svých slov tam byl „za pět minut dvanáct“, protože následkem ničení přírodních biotopů a občanských válek se populace téměř všech zvířat zredukovaly i o několik řádů. Vágnerovy expedice měly světový unikát v kvalitě a počtu přeživších: zatímco jeho záchranné transporty měly (včetně karantény) ztrátovost 1,8 % díky důkladnému předběžnému výběru jedinců, péči o zvířata a pozvolné aklimatizaci, pak konkurenční komerční transporty západoevropských, amerických či japonských společností měly úmrtnost zvířat na úrovni 30 až 50 %.
Zatímco z první výpravy dovezl zejména ptáky, plazy a primáty, od druhé expedice (1969) se specializoval na odchyt a import kopytníků. Centrem jeho působení se stal tábor Nabishwa na severovýchodě Ugandy, v oblasti Karamodža. Tam odchytával antilopy koňské, zebry, žirafy Rotschildovy a další. Pro jejich potřeby byl ve Východočeské zoo vybudován tzv. Africký kemp, což byla kopie afrického odchytového tábora a tam byli kopytníci, za obrovského zájmu návštěvníků, umístěni od jara do podzimu. Východočeská zoo se díky tomu stala chovatelem největšího stáda žiraf chovaných v zajetí, a tři stylizované žirafí krky se dostaly také na nové logo zoologické zahrady.
Později Vágner působil také v Keni, kde odchytával žirafy síťované, zebry Grévyho, kudu malé či hiroly. Menší expedice směřovaly do Tanzanie, Jižního Súdánu, Namibie či Kamerunu. Tak získal například zebry horské, bonga, gorily či nosorožce severní. V letech 1974–1975 pak Vágner navštívil také Indii.
Na jaře 1975 otřásla Vágnerem i většinou lidí v zoo tragédie. V dubnu 1975 totiž byla celá zoo uzavřena pro návštěvníky poté, co se v dubnu u některých žiraf v zimovišti objevily příznaky afrického typu slintavky a kulhavky SAT1 a vyvstala nutnost izolace a celkové karantény. Na základě rozhodnutí veterinární správy bylo v noci z 29. na 30. dubna 1975 postříleno celé stádo žiraf (28 žiraf Rothschildových a 18 žiraf síťovaných). Toto rozhodnutí nebylo nikdy zcela objasněno a zdokumentováno, protože k němu došlo zřejmě jen na základě nepřímých důkazů a příznaků, nikoliv na základě cíleného sérologického vyšetření (jedinou laboratoří v té době disponovala Velká Británie, kam bylo zřejmě nepřípustné až nemožné dovézt vzorky) a ČSSR o něm ani neinformovala příslušné mezinárodní orgány. Vágner v tom spatřoval cílenou akci československé kontrarozvědky s cílem ho profesně diskreditovat – podkladem pro toto tvrzení bylo mj. to, že ostatní vnímaví přežvýkavci z bezprostředního okolí žirafí ubikace (od buvolů po hospodářská zvířata v zázemí zoo) vyšetřena (natož utracena) také nebyla. Teprve vyšetření mrtvých zvířat prokázalo, že některé z nich trpěly avitaminózou, jejíž projevy se podobaly symptomům slintavky. Žirafí chov byl sice záhy obnoven novým dovozem z Afriky, ale již nikdy nedosáhl podobné velikosti jako původní 46hlavé stádo. Vágner již pak nedovážel žirafy ani jiné přežvýkavce, zaměřil se na zebry, nosorožce, primáty a plazy.
Dále Vágner inicioval vznik unikátní galerie obrazů Zdeňka Buriana s tematikou vývoji života na Zemi od prvohor (formování kontinentů, první druhy rostlin a bezobratlých) přes druhohorní rozkvět veleještěrů či čtvrtohorní dobu kamennou až po současnost. Původně ji mělo tvořit 34 obrazů, malíř Burian však do své smrti v roce 1981 stihl vytvořit 22 obrazů a galerie tak byla doplněna jeho tvorbou pro potřeby n. p. Komenium (vydavatele výukových pomůcek pro školy). Galerie v halách ředitelství zoo v Neumannově vile však byla oficiálně otevřena až 17. června 1983, kdy již Vágner nebyl ve funkci.
Projekt safari se počátkem 80. let jen pomalu blížil do finále. K 31. prosinci 1982 bylo dokončeno 98 staveb (včetně čtyř mostů, dvou potočních nádrží a rozsáhlého systému opěrných zdí) v celkové hodnotě 139,759 milionu Kčs. Přesto však většina safari zůstávala prázdná, s výjimkou několika výběhů bezprostředně navazujících na starou zoo. První pokus vysadit zvířata na ostrovní část safari byl v roce 1984 neúspěšný, víceméně až v roce 1986 se začalo safari pomalu obsazovat a teprve 24. května 1989 bylo otevřeno pro veřejnost.
Tou dobou však již Vágner dávno nebyl ve funkci. V 80. letech ho totiž stále více sužovaly zdravotní problémy, důsledek četných úrazů a záchvatů malárie, které utrpěl v Africe. K 31. březnu 1983 se proto dobrovolně vzdal funkce a odešel do invalidního důchodu.

## Literární a další tvorba
V důchodu Vágner navázal na svou literární činnost, které se věnoval již dříve. Kromě knih publikoval 46 vědeckých a odborných prací, mnoho článků v novinách a časopisech, vystupoval také v rozhlase a televizi.
Bibliografie:
- Sen safari (1971)
- Simba a ti druzí (1972)
- Mzuri Afrika (1975)
- Safari pod Kilimandžárem (1979) – na veletrhu v Lipsku získala ocenění Zlatá kniha.
- Afrika, ráj a peklo zvířat (1978)
- Afrika, život a smrt zvířat (1979)
- Afrika (1987)
- Animal of Africa (1989)
- Zvířata v Africe (1992)
- Africká zvířata (1995)
- Rádžové indických džunglí (1996)
- Kimuri (1998)

Jeho knihy byly publikovány v sedmi jazycích. Přestože nebyl vystudovaným zoologem, jeho práce dosahují vysoké vědecké úrovně, zejména v oblasti etologie afrických kopytníků. Pozoruhodná je i literární úroveň jeho knih, v nichž se Vágner projevuje jako živý vypravěč a popularizátor zoologie s nevšedním smyslem pro humor. Všechny knihy doplnil vlastními fotografiemi, jeho momentky z africké přírody mají vedle dokumentární hodnoty i vysokou estetickou úroveň. Mimo zoologie se Josef Vágner zajímal i o botaniku, a také o etnologii zejména Východní Afriky. Znalost svahilštiny i několika kmenových jazyků mu umožnila sbírat pohádky i výtvarné umění původních obyvatel.
Byl činný i v mysliveckých organizacích tehdejšího Československa, spolupracoval na založení zoo v Košicích a mezi jeho zájmy patřila také vážná hudba, zejména hra na housle i jejich sběratelství. Roku 1989 se stal členem Občanského fóra, záhy ale z politiky odešel.

## Památky na jeho život a dílo
V roce 1999 obdržel čestné občanství města Dvora Králové nad Labem.
Život a dílo Josefa Vágnera jsou prezentovány ve výstavní expozici umístěné na zámku Staré hrady a v malém muzeu poblíž areálu zoologické zahrady ve Dvoře Králové nad Labem.[zdroj?]
U příležitosti 5. výročí Vágnerova úmrtí byla dne 31. 5. 2005 zahájena petiční akce za přejmenování ZOO Dvůr Králové na „Zoo – Safari Josefa Vágnera“ k uctění Vágnerovy památky a ocenění jeho celoživotního díla, tuto snahu však krajské zastupitelstvo Královéhradeckého kraje, coby zřizovatele zoo, zamítlo.

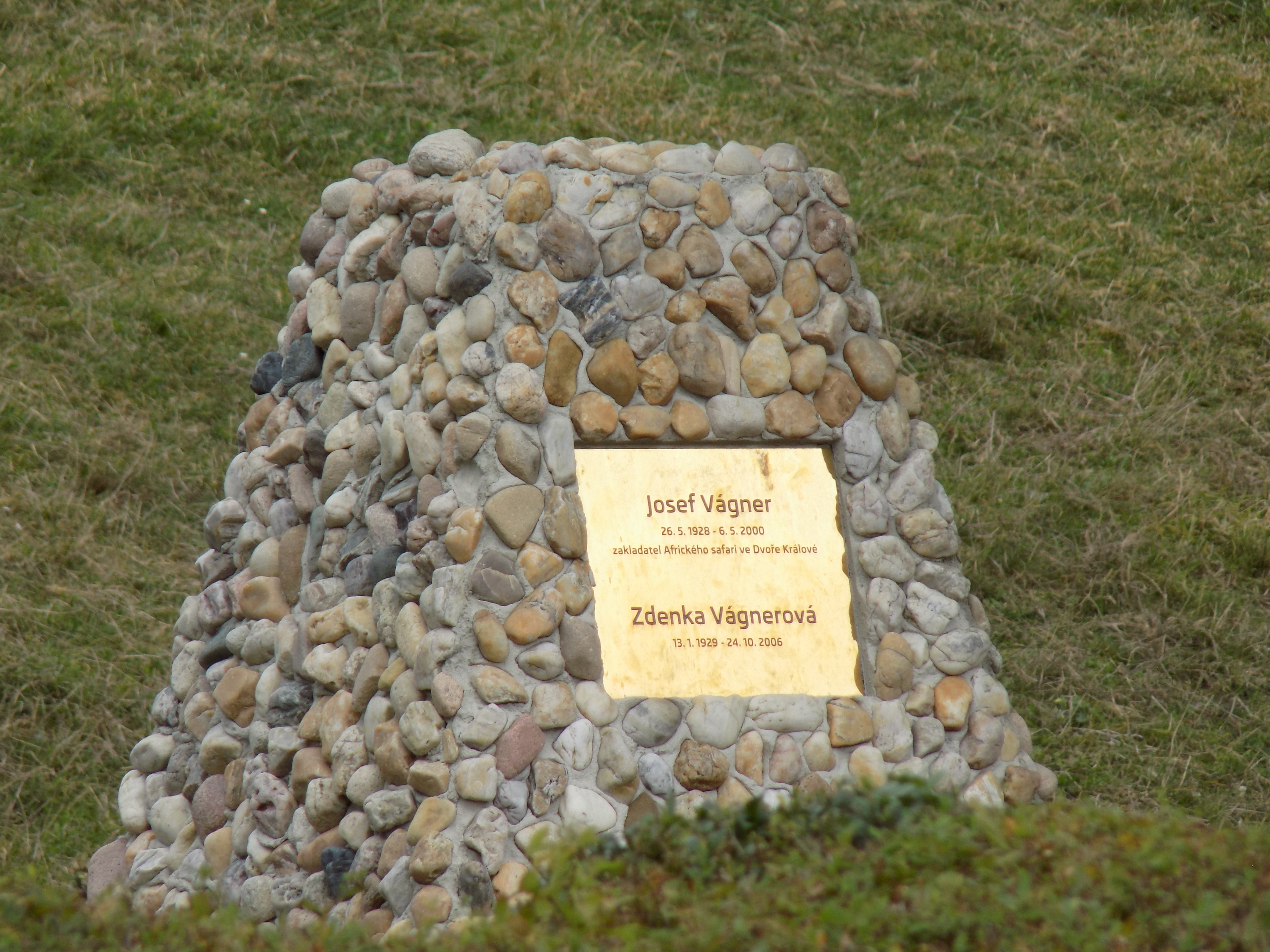
Pomník Josefa a Zdeňky Vágnerových

U příležitosti Vágnerových nedožitých 85. narozenin byla dne 26. 5. 2013 slavnostně otevřena pro veřejnost stálá expozice „Velké africké transporty Josefa Vágnera“ přímo v hlavní budově ZOO Dvůr Králové. Následujícího roku byla část zoologické zahrady přejmenována na „Africké safari Josefa Vágnera“, a to v rámci oslavy 25. výročí otevření safari pro veřejnost.
Československý hraný film Dva lidi v zoo z roku 1990 se zabývá životními peripetiemi veterináře Montelíka, jehož postava byla inspirována právě Vágnerem. Herec Miroslav Macháček, který ho ztvárnil, se do Vágnera značně stylizoval fyzicky i slovním projevem.
V roce 2021 byl u výběhu vodušek, buvolců a kudu v ZOO Dvůr Králové zbudován pomník Josefa a Zdeňky Vágnerových, jenž označuje místo, kde byl rozptýlen jejich popel.

## TV pořady
V roce 2015 byl na počest vzpomínek Josefa Vágnera na TvNoe natočen osmidílný pořad Sedm výprav Josefa Vágnera. Pořad byla reprezentován Ing. Lenkou Vágnerovou a ředitelem zoologické zahrady Přemyslem Rabasem. Věnoval se odchytů zvířat v Africe a situacím v zoologické zahrady v době Josefa Vágnera. 
Seznam epizod
1. Sen safari
2. Ráj antilop
3. Mezi zebrami
4. Návraty domů
5. Tragédie žiraf
6. Simba a ti druzí
7. Sen safari se naplňuje[8]

Osmá epizoda vysílaná 8. května 2018 byla speciální epizodou. 
Další pořady
Kromě Sedmi výprav Josefa Vágnera byly natočeny i další pořady, např. Safari v Čechách (2017 ), Příběh zebry bez hřívy ( 2021 ) apod. Kromě toho byl také natočen pořad Viděl světy dávno zmizelé z roku 1982, ve kterém byl také Zdeněk Burian a jeho obrazy vyhynulých zvířat.